# Hunter Brown
Hunter Brown (Detroit, Míchigan, 29 de agosto de 1998) es un jugador profesional estadounidense de béisbol que se desempeña en la posición de lanzador en Houston Astros, equipo de las Grandes Ligas de Béisbol (MLB).

## Carrera
Fue seleccionado en la quinta ronda en el Draft de la MLB de 2019. En 2022 hizo su debut profesional con el equipo Houston Astros, donde lleva jugando tres temporadas.